# ヨン・シグルズソン
ヨン・シグルズソン（アイスランド語: Jón Sigurðsson、1811年6月17日 - 1879年12月7日）は、アイスランド独立運動の指導者。
アイスランドは1944年6月17日にデンマークとの同君連合（アイスランド王国）を解消し、「アイスランド共和国」として完全独立を宣言したが、この日はヨンの誕生日にちなんでおり、以後は同国の独立記念日となっている。